# アニ☆ゆめ project
アニ☆ゆめ project（アニゆめプロジェクト 英：Ani☆Yume Project）は、プロダクション・エースが開催した声優イベント企画、ならびに女性声優らによるアイドルユニット。本項目では、姉妹ユニット「ラブボム」についても記述する。

## 概要
2009年に放送された声優バラエティ番組「アニソン★カフェ ゆめが丘」の放送終了後、同番組の第二期の位置付けでプロダクションエース所属声優による声優バラエティイベント企画として開始され、アイドルユニット活動などを行う。主に月一回の頻度で、東京都渋谷区のアミューズメントメディア総合学院東京校内の「AMGホール」で定期公演を行った。
2021年12月18日に約2年ぶりとなる公演を開催し、2021年度末で活動を終了することを発表した。2020年2月にワンマンライブでの発表を予定していたが、新型コロナウイルスの流行に伴う全イベントの中止に際し、リアルイベントでの発表としたいというメンバー・スタッフの意向からこのタイミングでの発表となった。

## メンバー

### 活動終了時
チーム#（はっしゅ）
| - 村井理沙子 - 小松真奈 - 小田久美子 | - 井上由貴（2015年7月25日 - ） - 八木侑紀（2015年7月25日 - ） - 菅原めぐみ（2016年5月15日 - ） | - 小倉弥優(2017年6月24日 - ) - 佐久間友理（2017年見習い加入 2019年4月24日 - ） - 平岡みなみ（2019年4月24日 - ） |

チーム@（あっと）
| - 山田奈都美 - 水谷麻鈴（2016年6月25日 - ） - 磯部恵子 | - 蝦名彩香 - 福田芽衣 | - 新田可南（2016年5月15日 - ） - 松浦寧々（2018年12月22日 - ） |

### 旧メンバー・出演者
| - 福原由莉奈 - 積田かよ子 - 村上まどか - 美名 - 本多真梨子 - 野水伊織 - 堀川千華 - 廣坂愛 - 柏山奈々美 - 堀中優希 - 小林元子 - 喜多丘千陽 - 高橋夢波（2010年6月26日卒業） | - 神出サヤ（2014年3月卒業） - 小澤瑞季（2015年6月6日卒業） - 伊勢未紗希（2015年12月25日卒業） - 小田果林（2015年12月25日卒業） - 曽和まどか（2016年3月12日卒業） - 鈴木杏佳 - 端寧々 - 神谷伶美（2015年7月25日 - 2016年3月12日） - 中村紗由紀（2015年7月25日 - 2016年3月12日） - 白石妃奈（2015年7月25日 - 2016年4月16日） - 月宮みどり（2016年6月25日卒業） - 上倉万実（2017年3月19日卒業） - 三咲麻里（2016年6月25日 - 2017年3月19日） | - 松田遥佳（2015年7月25日 - 2017年4月30日） - 近藤七海（2015年9月13日 - 2017年4月30日） - 住田祐希（2013年11月 - 2017年7月22日） - 山田悠希（2017年9月2日卒業） - 大澤麻美（2017年6月24日 - 2018年3月31日） - 山本尚未（2017年6月24日 - 2018年3月31日） - 鍛代ふみか（2016年5月15日 - 2018年4月30日） - 長谷川茉優(2017年6月24日 - 2018年4月30日) - 大久保照子（2017年見習い加入） - 徳井優香（2017年見習い加入 2018年12月22日 - 2019年4月30日) - 佐々木麻衣（2016年5月15日 - 2021年2月19日） ほか |

## ラブボム（姉妹ユニット）メンバー
- 高城祐花（2017年見習い加入 2019年4月24日 - ）
- 上杉夏穂
- 古川未央那（2019年4月24日 - 2023年4月22日活動休止）
- 井上悠

### 旧メンバー・出演者
| - 尾川楓（2017年見習い加入 2019年4月24日 - 2022年9月23日） - 内海里菜（2019年4月24日 - 2022年9月23日） | - 橘彩友美（2019年4月24日 - 2019年12月21日） - 渡辺美登利（2019年4月24日 - 2022年5月31日） | - 渡会倫実（2019年4月24日 - 2022年11月29日） - 清原日菜絵（2021年12月18日 - 2024年1月21日） |

## 略歴
- 2009年12月25日 第1回公演「アニ☆ゆめ セカンドシーズン一時間目」を開催。
- 2010年5月1日 「アニ☆ゆめ 2nd Season ～涙（TvT)の最終回～」でアニソン★カフェ ゆめが丘第二期としての活動を終了。
- 2010年6月26日 「アニ☆ゆめ 6月公演」で活動再開。
- 2011年4月 - 9月  アニメ「R-15」とのコラボ企画「アニ☆ゆめ♡R-15」を実施。
- 2013年11月1日 ニコニコ動画アニ☆ゆめチャンネルでWEB番組「アニ☆ゆめ nano」を開始。2018年1月20日終了。
- 2014年5月30日 参加型声優応援シミュレーション『アニ☆ゆめ project』にリニューアル。
- 2015年11月28日 初のワンマンライブとして川崎セルビアンナイトにて「アニ☆ゆめ project 2015 ワンマンライブ〜私達のスタートは今、始まる！カワ☆さき night〜」を開催。
- 2018年6月2日 定例公演にて「チーム#」「チーム@」の2チーム制への移行を発表。
- 2019年4月15日 姉妹ユニット「ラブボム」発足を発表。
- 2022年3月27日 オンライン公演「アニ☆ゆめproject卒業記念ライブ」をもってアニ☆ゆめproject全メンバー卒業・解散、ラブボムは活動を存続。

## ディスコグラフィー
- ヒ・ミ・ツの☆にゅ〜すっ！
- VS七変化～体育会系女子＆文化系女子 Ver.～
- VS七変化～いもうと＆ツンデレ Ver.～
- SAKURA
- VS七変化～わんこ＆にゃんこ Ver.～
- It’s Showtime アニ☆ゆめver.
- 召しませ☆HAPPY DAYS
- Dear My Friends
- SHINNING☆DREAM
- WakuDoki☆アクトレス
- サクランボ☆サマー
- PRECIOUS☆MELODY
- アニゆめの、ハートを燃やす☆プロジェクト！
- Carry On☆Hurry Up
- いつか、またね。
- ファイト＆フライト！
- 忘れないセンセーション
- Dear☆Heart
- Push!Push!Push!

## 出演

### 主な主催イベント
2012年
- アニ☆ゆめ Loves ライブ（2月26日）
- アニ☆ゆめ 2012 May （5月26日）
- アニ☆ゆめ Loves えびてん （8月5日）
- アニ☆ゆめ Loves 生徒会の一存Lv.2＆えびてん （11月24日）
- アニ☆ゆめ Loves 生徒会の一存Lv.2＆えびてん 〜クリスマススペシャル〜（12月23日

2013年
- アニ☆ゆめ Loves 生徒会の一存Lv.2 〜バレンタインスペシャル〜 （2月16日）
- 『アニ☆ゆめnano』公開収録イベント（11月30日）[3]
- 『アニ☆ゆめnano』公開収録イベント（12月22日）[3]

2014年
- 『アニ☆ゆめnano』公開収録イベント（2月15日）[3]
- 『アニ✩ゆめnano』公開収録イベントvol.4〜年度の締めくくりには何が起こる？何にも起こらないよ！(仮)〜 （3月29日）
- 公開収録イベント LIVE ver.〜2014年夏、アニ☆ゆめproject 始めました！〜 （7月13日）
- 定例イベント〜輝くゆめを掴み取るために翼を広げるんだ！〜 （8月23日）
- 定例イベント〜あなたに☆Fall in Love〜 （9月28日）
- 定例イベント 第1部〜お腰につけたAPを、おひとつ私にくださいなっ！〜 /第2部〜聴くぞ！歌うぞ！めっちゃいくぞ〜！！〜（11月9日）

2015年
- 2月定例公演 第1部 〜お肌の乾燥には何が必要？そりゃAPでしょ！〜/第2部 〜バレンタインライブ　とろける思いで鼻血ブー(笑)〜（2月14日）
- ファンミーティングイベント　〜届け！距離感ゼロへの道のり！！〜/3月定例公演（3月14日）
- 6月定例公演 第1部 〜恋い焦がれる想いは大切に！〜/第2部 〜大丈夫。キミは1人じゃないよ！！〜
- 7月定例公演 第1部 〜2015年アニ☆ゆめprojectの夏、始まりました！〜/第2部 〜キラキラ輝く汗と笑顔を一緒に共有するんだよ！！〜
- 9月レコ発イベント 第1部 〜夏だ！秋だ！アニ☆ゆめda！わくわくpartyにようこそ〜/第2部 〜夏だ！秋だ！アニ☆ゆめda！どきどきpartyにようこそ〜（9月13日）
- 第2回ファンミーティング@河口湖（10月11-12日）
- 11月定例公演 第1部〜マジックでごまかしちゃダメですよ、ねぇ村井さん？〜/第2部〜Halloween partyでパーリナイ！yeah！！〜（11月1日）

- 12月定例公演 第1部〜もういくつ寝ると、そろそろ新グッズ発売かしら？〜/第2部〜寒空に、熱気がこもる、恵比寿駅、みんなで高めろ、アニ☆ゆめフォース！〜（12月23日）

2016年
- 2月定例公演 第1部〜2016年もアニ☆ゆめproject邁進致します！〜/第2部〜そばにいて。私のまわりにどんなときも。必ずね！！〜（2月14日）
- 3月定例公演 第1部〜私達からの気持ち、しっかり受け止めて下さい！！〜/第2部〜はぁ〜い、桜満開です！！〜（3月12日）
- 4月ファンミーティングイベント  第1部 ～今年のファンミーティング1発目もガンガン行こうぜっ！～/第2部～ファンミーティング第2部もみんながんばれっ！！～/アフターパーティー～AP決戦！After Party vs Aniyume Point～（4月16日）
- 5月定例公演 第1部〜5月ダラダラも吹っ飛ばせ！歌って、歌って、歌っちゃう？〜/第2部〜緊張しますけど、そろそろ・・あの時期ですよね？？？〜（5月14日）
- 6月レコ発イベント 〜1部だからってナメてると、火傷しちゃうぞ！〜/第2部 〜今年の夏は、どんな夏にする？そりゃ、新しいこと尽くしでしょっ！〜（6月25日）第1部
- 7月定例公演 第1部 第1部〜日没後の薄明かりって、何であんなに綺麗なんだろうか？それは・・・〜/第2部〜ついに決定！サマーソングファン投票2016！！波乱の訪れ？〜
- 第4回ファンミーティングイベント 第1部 ～夏休みの宿題はもちろん最終日にやっちゃうでしょ！～/第2部～みんなで弾けよう！アニ☆ゆめサマーバケーション！！～（8月21日）
- 9月定例公演 第1部〜私たちに会いにきてくださいね！アナタの推しメンだ〜れだ？〜/第2部〜蜩って何て読むんだっけ？えっ、そんなの蜩ですよ！！〜（9月11日）
- 第5回ファンミーティング@河口湖（10月15-16日）
- 11月定例公演 第1部〜ようこそアニ☆ゆめワールドへ！みんなで一緒に楽しんじゃおう！！〜/第2部〜次は一体どんな景色を見せれるのでしょうか・・〜（11月27日）
- 12月定例公演 第1部〜2016年7回の定例公演、いつも目の前にはあなたがいた〜/第2部～あっっ、今年の私の思い出は『新曲2曲！！』だったんです。～（12月23日）

2017年
- 2月定例公演 第1部〜2017年、1年の始まりはやっぱりライブで盛り上がるっしょ。〜/第2部～何だ、一番大切なことは最初に教えてもらっていたんだね。。～（2月19日）
- 3月定例公演 第1部〜春の訪れ。少し暖かい季節になりましたね。。〜/～やりたいことが見つかるって、素晴らしいことだよね！！～（3月19日）
- 4月ファンミーティング 第1部〜ついに開幕！ファンミーティングまつり〜/第2部～しっかりと！今日ぐらいは強がらなくてもいいんだよ。～/第3部〜最後の1秒までHAPPY TIMEをありがとう！〜
- 6月カラオケイベント（6月3日）
- 6月定例公演 第1部〜新曲を  聴いてあげあげ  見てぴょこぴょこ〜/第2部～新たなる輝きの誕生、そして～（6月24日）
- 7月定例公演 第1部〜熱い夏だからこそ、みんなでホットにぶち上ろう！！〜/第2部～夏の大三角。天の川で交わした約束を忘れない・・～（7月22日）
- 9月定例公演 第1部〜オリジナル企画始動！あ～だこ～だ言っちゃおう！！〜/　第2部～勇往邁進！自分を信じる力！！～（9月2日）
- 10月定例公演 第1部〜キャスト決定！あ～だとこ～だの中の人は誰だ⁈〜/第2部～勢力拡大！新たな推しメン発掘の秋！～（10月8日）
- 河口湖ファンミーティング2017（2017年10月28-29日）
- 11月定例公演 第1部〜アナタだけにしかできないお話、したくなりました。ふふふ。〜/第2部～そろそろ焼き芋が恋しくなる季節ですね。ぷぷぷ。〜（11月19日）
- 12月定例公演 第1部〜心配しないで。きっと大丈夫。。私たちがついているから！！！〜/第2部～今年もお世話になりました！来年は、またまた進化しちゃうかも？！～（12月23日）

2018年
- 2018年新春！アニ☆ゆめオフ会新春PARTY（1月28日）
- 定例公演特別編(2/25)～今日は1部のみだから遅れたら許さないゾ！～（2月25日）
- アニ☆ゆめスペシャル 楽園のなくしもの（4月8日）
- 6月定例公演 第1部～こちらの都合でごめんなさい。5月振替公演～/第2部～今日は今後について色々と発表しちゃいますっ！～（6月2日）
- アニ☆ゆめ project 2018 定例公演 第1部/第2部（チーム# 第1回公演）（6月30日）
- アニ☆ゆめ project 2018 定例公演 第1部/第2部（チーム@ 第1回公演）（8月5日）
- アニ☆ゆめ project 2018 真夏の！夕涼みファンミーティング！（9月1日）
- アニ☆ゆめ project 2018 定例公演 第1部/第2部（チーム@ 第2回公演）（9月23日）
- 河口湖ファンミーティング2018（10月13-14日予定）
- アニ☆ゆめ project 2018 学園祭（11月3日）
- アニ☆ゆめ project 2018 定例公演 第1部/第2部（チーム# 第2回公演）（11月18日）
- アニ☆ゆめ project 2018 定例公演 第1部/第2部（12月22日）

2019年
- アニ☆ゆめ project 2019 定例公演 第1部/第2部（2月17日）
- アニ☆ゆめ project 2019 定例公演 第1部/第2部（3月31日）
- アニ☆ゆめ project 2019 定例公演 第1部/第2部（チーム#）（4月27日）
- アニ☆ゆめ project 2019 定例公演 第1部/第2部（チーム@）（5月25日）
- アニ☆ゆめ project 2019 定例公演 第1部/第2部（チーム#）（6月29日）
- アニ☆ゆめ project 2019 定例公演 第1部/第2部（チーム@）（7月27日）
- アニ☆ゆめ×ラブボム合同アフターパーティー！（8月31日）
- アニ☆ゆめ×おでかけ！秋のBBQ大会2019！（11月2日）
- アニ☆ゆめ project 2019 定例公演 第1部/第2部（12月21日）

### ワンマンライブ
- 私達のスタートは今、始まる！カワ☆さき night（2015年11月28日 川崎セルビアンナイト）
- 2ndワンマンライブ〜新たなるスタート☆Asakusa night〜（2018年3月21日 Asakusa Gold Sounds）
- アニ☆ゆめproject卒業記念ライブ（2022年3月27日 新型コロナウイルスに伴いオンライン配信のみ）

### 外部イベント
- tvkアニメまつり（2012年 - 2015年）
- 松田・マツ雄 presents 代々木アニメソング学院 -十四期生-（2014年3月29日 LIVE labo代々木）
- ネコトマイ（2014年6月28日 原宿アストロホール）
- とちてれ★アニメフェスタ!2014（2014年5月6日）
- Tokyo Idol Gate”PURE”（2014年7月27日 ディファ有明）
- TOKYO IDOL FESTIVAL 2014（2014年8月2・3日）
- 神戸電子専門学校 ヴォイス北野坂＠神フェス trick or Happiness〜幸せにならなきゃイタズラしちゃぞ☆〜 （2014年11月1日）
- BEAT LINE SPRlNG 2015〜中毒注意！ガールズ祭〜 （2015年3月21日）
- Newtype30周年スペシャルイベント【 Newtype presents アイドル×アニソン＝∞フェス！】 （2015年4月19日）
- 声優じゃぱん！#5...アニ☆ゆめ★夢くらぶ（ニコニコ生放送）（2015年6月13日）
- 『SHIBUYA MUSIC POWER』Supported by クラブクアトロ 〜選ばれしネ申ユニットLIVE編vol.2〜（2015年8月20日）
- 『華金ですけどなにか？』vol.16 （2015年8月21日）
- ぴゅあぎぃーく主催『GEEK祭』@新宿FACE（2015年9月5日）
- duo SUPER LIVE 2015 vol.11@渋谷duo（2015年10月6日）
- アイドルフェスinスポーツ・オブ・ハート(2015年10月18日 国立代々木競技場周辺特設ステージ)
- IMA REAL LIVE（ネットラジオ公開収録＆イベント出演）@光が丘IMA（2016年7月9日）
- 『アニ☆ゆめ　project』外箱イベント ReNY SUPER LIVE 2016 vol.17．5（2016年6月2日）
- アイドルアワード（2016年10月1-2日）
- 「JAPAN IDOL SUPER LIVE 2016 vol.9」 @渋谷TSUTAYA O-EAST（2016年11月15日）
- FRESH! by AbemaTV「今夜はアナタの番組」(公開生放送)@赤坂YOANIスタジオ（2016年12月6日）
- 【外部ライブイベント】「アイドルよ覚醒せよ vol.7」IN クラブクアトロ～この日は鏡開きの日だよ公演編～@渋谷CLUB QUATTRO（2017年1月11日）
- FRESH! by AbemaTV「今夜はアナタの番組」(公開生放送)@赤坂YOANIスタジオ（2017年2月7日）
- 【外部ライブイベント】「今夜はアナタのフェス vol.2 ～春の大祭典!!～」@新宿ReNY（2017年4月17日）
- 武道館アイドル博2017（2017年5月6日）
- FRESH! by AbemaTV「今夜はアナタの番組」(公開生放送)@赤坂YOANIスタジオ（2017年6月20日）
- 「ReNY SUPER LIVE 2017 vol.26」Presented by SHINJUKU ReNY（2017年7月11日）
- FRESH! by AbemaTVFRESH! by AbemaTV「今夜はアナタの番組」DREAMING MONSTER×アニ☆ゆめprojectツーマンライブ(公開生放送)@代アニLIVEステーション（2017年7月18日）
- 「ReNY SUPER LIVE 2017 vol.32」外箱@新宿ReNY（2017年9月12日）
- ShibuyaCross-FM「オオカミ少年片岡正徳の君こそスターだ‼︎」（出演メンバー:村井理沙子、山田奈都美、小松真奈、水谷麻鈴、八木侑紀）（2018年7月13日）
- アキバ大好き!祭り（出演メンバー：村井理沙子、山田奈都美、小松真奈、水谷麻鈴、福田芽衣、磯部恵子、菅原めぐみ、井上由貴）@ベルサール秋葉原（2018年8月4日）
- NONSTYLE井上の渋谷ジャック（出演メンバー：山田奈都美、水谷麻鈴、八木侑紀、小松真奈、磯部恵子）@渋谷クロスFM（2018年10月21日）
- Animation_Song×Voice×Sound →アニメーション ALL　MIX パーティ！ “ASVS”@町田CRAGE (東京都)（2018年12月2日）
- M3即売会(2019年4月28日)
- 声優グランプリ presents ライブグランプリ（2019年5月4日）

### ラジオ
- カンムリラジオ（2014年7月 - 9月第1週 ラジオ日本）